# Dicristatus
Genre
Dicristatus est un genre d'araignées aranéomorphes de la famille des Linyphiidae.

## Distribution
Les espèces de ce genre sont endémiques de Chine.

## Liste des espèces
Selon World Spider Catalog (version 26, 17/02/2025) :
- Dicristatus cordatus Irfan, Zhang & Peng, 2025
- Dicristatus denticulatus Irfan, Zhang & Peng, 2025
- Dicristatus minutus Irfan, Wang & Zhang, 2023
- Dicristatus modaoxiensis Irfan, Wang & Zhang, 2023

## Systématique et taxinomie
Ce genre a été décrit par Irfan, Wang et Zhang en 2023 dans les Linyphiidae.

## Publication originale
- Irfan, Wang & Zhang, 2023 : « Survey of Linyphiidae spiders (Arachnida: Araneae) from Wulipo National Nature Reserve, Chongqing, China. » European Journal of Taxonomy, vol. 871, p. 1-85 (texte intégral).